# Walter Tavares
Walter Samuel Tavares da Veiga, Maio, Cap Verd, 22 de març del 1992, conegut com a Edy Tavares és un jugador de bàsquet de Cap Verd, mesura 2,20 m d'alçada i juga de pivot amb el Real Madrid (ACB) i amb la selecció de Cap Verd.